# Malladas
Malladas es un caserío del municipio de Moraleja, en la provincia de Cáceres, Comunidad Autónoma de Extremadura (España). Se encuentra en la vega del río Arrago. Sus habitantes se dedican exclusivamente a las faenas agrícolas. Sus productos —mayormente corcho y vino tinto— eran premiados en las mejores ferias de España y Europa. Es zona de dehesa de encina. Era propiedad del segundo conde de Malladas, senador del reino en las Cortes Generales de Madrid.